# Montserrat Caballé
María de Montserrat Bibiana Concepción Caballé i Folch (Barcelona, 12 de abril de 1933 – Barcelona, 6 de outubro de 2018) foi uma famosa cantora lírica catalã, soprano, considerada uma das maiores cantoras líricas de todos os tempos.

## Biografia
Filha de Carlos Caballé Borrás (1907-1995) e de Ana Folch, Montserrat, de origem humilde, viveu no período após a Guerra Civil Espanhola. Entrou para o "Conservatori Superior de Música del Liceu", em Barcelona aos 11 anos de idade. Lá ela estudou técnica de canto com Napoleone Annovazzi, Eugenia Kemény e Conchita Badía. Se formou em 1954 com medalha de ouro. Caballé casou com o tenor Bernabé Martí em 1964 e tiveram dois filhos: Bernabe e Montserrat Martí Caballé (conhecida Montsita).

## Carreira artística
O início de sua carreira foi também muito modesto, até que decidiu ir para a Suíça, onde fez parte da Ópera de Basileia entre 1957 e 1959, estreando com um repertório pouco frequente para as cantoras espanholas, que incluía Mozart e Strauss, o que serviu para a sua seguinte etapa profissional, na companhia permanente da Ópera de Bremen (1959-1962).
Mas sua verdadeira estreia mundial se deu na noite de 20 de abril de 1965, no Carnegie Hall, quando teve que substituir, imprevisivelmente, Marilyn Horne na ópera Lucrezia Borgia de Donizetti: sua atuação lhe rendeu 25 minutos de aplausos ao término de uma representação e um dos mais importantes críticos nova-iorquinos titulou ao dia seguinte "Callas + Tebaldi = Caballé". A partir desse momento, Caballé ficou conhecida como uma das grandes divas da ópera mundial e a fama lhe gerou vários anos de teatros lotados para assistir às suas apresentações. Hoje tem em discos uma variedade enorme em estilo e repertório que estão em mais de 130 gravações, abrangendo papéis tão díspares quanto a Salome de Richard Strauss, Fiordiligi da ópera Così fan tutte de Mozart, Norma de Bellini e Mimì da ópera La Bohème de Puccini. Em 1988, junto com Freddie Mercury, do grupo de rock britânico Queen, grava o álbum Barcelona, considerado um mito na união de uma cantora de ópera com um cantor de rock, sendo considerado um dos melhores trabalhos de ambos, logo após, saíram numa pequena turnê que foi registrada em vídeo em Ibiza. Em 1992 cantou na abertura dos jogos olímpicos de Barcelona, sem a presença de Freddie Mercury, que faleceu no ano anterior ao evento, mas ela fez um dueto virtual com este, fato que a emocionou muito. Este dueto virtual se repetiu em 1999, antes da final da UEFA Champions League, entre Manchester United e Bayern de Munique, que foi vencida pela equipe inglesa de Manchester. Ela fez um tributo a Freddie Mercury cantando Bohemian Rhapsody junto a outro grande vocalista de heavy metal, Bruce Dickinson, vocalista da banda Iron Maiden. Essa versão é uma versão mais operística, por parte de Montserrat. Esse tributo pode ser encontrado no álbum "Montserrat Friends for Life".

## Morte
Morreu no dia 6 de outubro de 2018, aos 85 anos em Barcelona, vítima de uma doença crônica não revelada. Estava internada desde setembro de 2018, devido a uma infecção na vesícula biliar.

## Repertório
| Papel                   | Título                           | Autor            |
| ----------------------- | -------------------------------- | ---------------- |
| Imogene                 | Il pirata                        | Bellini          |
| Alaide                  | La straniera                     | Bellini          |
| Adalgisa Norma          | Norma                            | Bellini          |
| Elvira                  | I Puritani                       | Bellini          |
| Elena Margherita        | Mefistofele                      | Boito            |
| Jaroslavna              | Il principe Igor'                | Borodin          |
| Dirce                   | Démophoon                        | Cherubini        |
| Medea                   | Medea                            | Cherubini        |
| Adriana Lecouvreur      | Adriana Lecouvreur               | Cilea            |
| Marta                   | Tiefland                         | d'Albert         |
| Corilla Scortichini     | Viva la mamma                    | Donizetti        |
| Anna Bolena             | Anna Bolena                      | Donizetti        |
| Sancia                  | Sancia di Castiglia              | Donizetti        |
| Parisina                | Parisina d'Este                  | Donizetti        |
| Lucrezia                | Lucrezia Borgia                  | Donizetti        |
| Gemma di Vergy          | Gemma di Vergy                   | Donizetti        |
| Maria Stuarda           | Maria Stuarda                    | Donizetti        |
| Lucia Ashton            | Lucia di Lammermoor              | Donizetti        |
| Elisabetta I            | Roberto Devereux                 | Donizetti        |
| Duchesse de Crackentrop | La Fille du régiment             | Donizetti        |
| Caterina Cornaro        | Caterina Cornaro                 | Donizetti        |
| Armida                  | Armida                           | Dvořák           |
| Maddalena di Coigny     | Andrea Chénier                   | Giordano         |
| Armide                  | Armide                           | Gluck            |
| Ifigenia                | Ifigenia in Tauride              | Gluck            |
| Marguerite              | Faust                            | Gounod           |
| Cleopatra               | Giulio Cesare in Egitto          | Händel           |
| Nedda                   | Pagliacci                        | Leoncavallo      |
| Santuzza                | Cavalleria rusticana             | Mascagni         |
| Salomè                  | Hérodiade                        | Massenet         |
| Manon                   | Manon                            | Massenet         |
| Cleopatre               | Cleopatre                        | Massenet         |
| Selika                  | L'Africaine                      | Meyerbeer        |
| Contessa d'Almaviva     | Le nozze di Figaro               | Mozart           |
| Donna Elvira            | Don Giovanni                     | Mozart           |
| Fiordiligi              | Così fan tutte                   | Mozart           |
| Erste dame              | Die Zauberflöte                  | Mozart           |
| Saffo                   | Saffo                            | Pacini           |
| Gioconda                | La Gioconda                      | Ponchielli       |
| Manon Lescaut           | Manon Lescaut                    | Puccini          |
| Mimì                    | La bohème                        | Puccini          |
| Cio-Cio-San             | Madama Butterfly                 | Puccini          |
| Floria Tosca            | Tosca                            | Puccini          |
| Liù Turandot            | Turandot                         | Puccini          |
| Dido                    | Dido andÆneas                    | Purcell          |
| Silvana                 | La fiamma                        | Respighi         |
| Donna Fiorilla          | Il turco in Italia               | Rossini          |
| Elisabetta I            | Elisabetta, Regina d'Inghilterra | Rossini          |
| Rosina                  | Il barbiere di Siviglia          | Rossini          |
| Ermione                 | Ermione                          | Rossini          |
| Elena                   | La donna del lago                | Rossini          |
| Semiramide              | Semiramide                       | Rossini          |
| Madama Cortese          | Il viaggio a Reims               | Rossini          |
| Mathilde                | Guillaume Tel                    | Rossini          |
| Catherine d'Aragon      | Henry VIII                       | Saint-Saëns      |
| Hypermnestre            | Les Danaïdes                     | Salieri          |
| Giulia                  | La Vestale                       | Spontini         |
| Agnese                  | Agnese di Hohenstaufen           | Spontini         |
| Rosalinde               | Die Fledermaus                   | Johann Strauss   |
| Salome                  | Salome                           | Richard Strauss  |
| Die Marschallin         | Der Rosenkavalier                | Strauss, Richard |
| Primadonna/Ariadne      | Ariadne auf Naxos                | Strauss, Richard |
| Arabella                | Arabella                         | Strauss, Richard |
| Elvira                  | Ernani                           | Verdi            |
| Giovanna d'Arco         | Giovanna d'Arco                  | Verdi            |
| Amalia                  | I masnadieri                     | Verdi            |
| Gulnara                 | Il corsaro                       | Verdi            |
| Luisa Miller            | Luisa Miller                     | Verdi            |
| Leonora                 | Il trovatore                     | Verdi            |
| Violetta Valery         | La traviata                      | Verdi            |
| Duchessa Elena          | I vespri siciliani               | Verdi            |
| Mina                    | Aroldo                           | Verdi            |
| Amelia                  | Un ballo in maschera             | Verdi            |
| Donna Leonora di Vargas | La forza del destino             | Verdi            |
| Elisabetta di Valois    | Don Carlo                        | Verdi            |
| Aida                    | Aida                             | Verdi            |
| Desdemona               | Otello                           | Verdi            |
| Elisabeth Venus         | Tannhäuser                       | Wagner           |
| Sieglinde               | Die Walküre                      | Wagner           |
| Isolde                  | Tristan und Isolde               | Wagner           |
| Fanciulla fiore         | Parsifal                         | Wagner           |

## Discografia
| Ano  | Título do Álbum (Papel)                       | Elenco                                                                    | Diretor                                     | Notas/Infos                                                                  |
| ---- | --------------------------------------------- | ------------------------------------------------------------------------- | ------------------------------------------- | ---------------------------------------------------------------------------- |
| 1966 | Lucrezia Borgia                               | Alfredo Kraus, Shirley Verrett, Ezio Flagello                             | Jonel Perlea                                | RCA                                                                          |
| 1967 | La traviata Violetta Valery                   | Carlo Bergonzi, Sherrill Milnes                                           | Georges Prêtre                              | RCA                                                                          |
| 1968 | Salomè                                        | Sherrill Milnes, Regina Resnik, Richard Lewis                             | Erich Leinsdorf                             | RCA                                                                          |
| 1970 | Il pirata Imogene                             | Bernabé Martì, Piero Cappuccilli, Ruggero Raimondi                        | Gianandrea Gavazzeni                        | EMI                                                                          |
| 1971 | Don Carlo Elisabetta di Valois                | Plácido Domingo, Ruggero Raimondi, Sherrill Milnes, Shirley Verrett       | Carlo Maria Giulini                         | EMI                                                                          |
| 1972 | Norma                                         | Fiorenza Cossotto, Plácido Domingo, Ruggero Raimondi                      | Carlo Felice Cillario                       | RCA                                                                          |
| 1972 | Turandot Liù                                  | Joan Sutherland, Luciano Pavarotti, Nicolai Ghiaurov                      | Zubin Mehta                                 | Decca                                                                        |
| 1972 | Guillaume Tell Mathilde                       | Nicolai Gedda, Gabriel Bacquier, Mady Mesplé                              | Lamberto Gardelli                           | EMI                                                                          |
| 1972 | Giovanna d'Arco Giovanna                      | Plácido Domingo, Sherrill Milnes                                          | James Levine                                | EMI                                                                          |
| 1972 | Pagliacci Nedda                               | Placido Domingo, Sherrill Milnes                                          | Nello Santi                                 | RCA                                                                          |
| 1973 | Mefistofele Margherita                        | Plácido Domingo, Norman Treigle                                           | Julius Rudel                                | EMI                                                                          |
| 1974 | I masnadieri Amalia                           | Carlo Bergonzi, Piero Cappuccilli, Ruggero Raimondi                       | Lamberto Gardelli                           | Philips Records                                                              |
| 1974 | Così fan tutte Fiordiligi                     | Janet Baker, Nicolai Gedda, Wladimiro Ganzarolli                          | Colin Davis                                 | Philips Records                                                              |
| 1974 | Aida                                          | Plácido Domingo, Fiorenza Cossotto, Piero Cappuccilli                     | Riccardo Muti                               | EMI                                                                          |
| 1974 | La bohème Mimì                                | Plácido Domingo, Sherrill Milnes, Ruggero Raimondi                        | Georg Solti                                 | RCA                                                                          |
| 1975 | Luisa Miller                                  | Luciano Pavarotti, Sherrill Milnes, Bonaldo Giaiotti                      | Peter Maag                                  | Decca                                                                        |
| 1975 | Elisabetta, Regina d'Inghilterra Elisabetta I | José Carreras, Ugo Benelli, Valerie Masterson                             | Gianfranco Masini                           | Philips Records                                                              |
| 1975 | Il corsaro Gulnara                            | José Carreras, Jessye Norman, Giampiero Mastromei                         | Lamberto Gardelli                           | Philips Records                                                              |
| 1976 | Lucia di Lammermoor Miss Lucia Ashton         | Josè Carreras, Vicente Sardinero, Samuel Ramey                            | Jesus Lopez-Cobos                           | Decca                                                                        |
| 1976 | Tosca Floria Tosca                            | José Carreras, Ingvar Wixell                                              | Colin Davis                                 | Philips Records                                                              |
| 1977 | Turandot                                      | José Carreras, Mirella Freni, Paul Plishka                                | Alain Lombard                               | EMI                                                                          |
| 1979 | I puritani Elvira                             | Montserrat Caballé, Alfredo Kraus, Matteo Manuguerra                      | Riccardo Muti                               | EMI                                                                          |
| 1979 | Un ballo in maschera Amelia                   | José Carreras, Montserrat Caballé, Ingvar Wixell                          | Colin Davis                                 | Decca                                                                        |
| 1979 | Cavalleria rusticana Santuzza                 | José Carreras, Matteo Manuguerra                                          | Riccardo Muti                               | EMI Aroldo Mina Gianfranco Cecchele, Louis Lebherz, Juan Pons Eve Queler CBS |
| 1980 | Mefistofele Elena                             | Luciano Pavarotti, Nicolai Ghiaurov, Mirella Freni                        | Oliviero de Fabritiis                       | Decca                                                                        |
| 1981 | La Gioconda Gioconda                          | Luciano Pavarotti, Agnes Baltsa, Sherrill Milnes                          | Bruno Bartoletti                            | Decca                                                                        |
| 1981 | Il turco in Italia Donna Fiorilla             | Samuel Ramey, Enzo Dara, Ernesto Palacio                                  | Riccardo Chailly                            | Sony                                                                         |
| 1984 | Norma Adalgisa                                | Joan Sutherland, Montserrat Caballé, Luciano Pavarotti                    | Richard Bonynge                             | Decca                                                                        |
| 1984 | Andrea Chénier Maddalena di Coigny            | Luciano Pavarotti, Leo Nucci, Christa Ludwig                              | Riccardo Chailly                            | Decca                                                                        |
| 1988 | Barcelona                                     | Freddie Mercury, Montserrat Caballe, Mike Moran, (alguns textos) Tim Rice | Freddie Mercury, Mike Moran, David Richards | Polydor                                                                      |

## Recitais
- Verdi Rarities - RCA Italiana Opera Orchestra and Chorus, Anton Guadagno, RCA Victor 1967
- Rossini Rarities - RCA Italiana Opera Orchestra and Chorus, Carlo Felice Cillario, RCA Victor 1969
- The Very Best of Montserrat Caballé Arias and songs by Bellini, Puccini, Montsalvatge, Verdi - EMI;
- Puccini, Montserrat Caballè, London Symphony Orchestra, Charles Mackerras - EMI;
- Montserrat Caballé - Great Operatic Recordings - EMI;
- Spanish Divas - Montserrat Caballé & Victoria De Los Angeles - Retro Gold;
- Vissi D'Arte - The Magnificent Voice Of Montserrat Caballé - Decca;
- An Evening With Montserrat Caballé - Philips;
- Bizet, Cantate Clovis Et Clotilde, Symphonie "Roma" - Montserrat Caballé & Gérard Garino & Boris Martinovic & Jean-Claude Casadesus - Erato;
- Montserrat Caballé Arien aus Opern von Gounod, Meyerbeer, Charpentier, Bizet, Massenet - Deutsche Grammophon;
- La Cancion Romantica Espanola - 2007

## Prêmios e Indicações
| Ano  | Prêmio                     | Categoria                                                           | Trabalho Indicado                                                   | Resultado | Ref.  |
| ---- | -------------------------- | ------------------------------------------------------------------- | ------------------------------------------------------------------- | --------- | ----- |
| 1966 | 9th Annual Grammy Awards   | Album of the Year: Classical                                        | Presenting Montserrat Caballe (Bellini And Donizetti Arias)         | Indicado  | [ 4 ] |
| 1966 | 9th Annual Grammy Awards   | Best Classical Vocal Solist Performance (With or Without Orchestra) | Presenting Montserrat Caballe (Bellini And Donizetti Arias) (álbum) | Indicado  | [ 4 ] |
| 1968 | 171th Annual Grammy Awards | Best Vocal Soloist Performance                                      | Rossini: Rarities                                                   | Venceu    | [ 4 ] |
| 1974 | 17th Annual Grammy Awards  | Best Opera Recording                                                | Puccini: La Boheme                                                  | Venceu    | [ 4 ] |
| 1975 | 18th Annual Grammy Awards  | Best Opera Recording                                                | Mozart: Cosi Fan Tutte                                              | Venceu    | [ 4 ] |
| 1988 | 31st Annual Grammy Awards  | Best Opera Recording                                                | Bellini: Norma (álbum)                                              | Indicado  | [ 4 ] |
| 2003 | 46th Annual Grammy Awards  | Best Classical Vocal Performance                                    | Songs Of The Spanish Renaissance, Vol. 1                            | Indicado  | [ 4 ] |
| 2007 | Grammy Latino              | Best Classical Album                                                | La Cancion Romantica Espanola                                       | Venceu    | [ 5 ] |

### Honrarias
- 1966 -  Ordem de Isabel a Católica[6]
- 1975 -  Orden Civil de Alfonso X el Sabio[7]
- 1982 - Medalha de Ouro da Generalidade da Catalunha
- 1988 - Prêmio Nacional de Música da Espanha
- 1991 -  Prémios Princesa das Astúrias
- 1996 - Medalha de Oro - Gran Teatre del Liceu
- 2003 - Premio Nacional de Música de Cataluña
- 2003 -  Verdienstorden der Bundesrepublik Deutschland
- 2008 - Título de Doutora honoris causa pela Universidad Internacional Menéndez y Pelayo[8]
- 2009 - Ordre des Arts et des Lettres
- 2009 - Grã Cruz da Ordem do Mérito da República Italiana[9]
- 2013 -  Légion d'honneur
- 2013 - Medalla Internacional de las Artes de Madrid[10]
- 2014 - "Premio Ópera Actual" da Revista Ópera Actual[11]
- 2017 - Medalla de Oro del Real Círculo Artístico de Barcelona